# Alejandro Gangui
Alejandro Gangui (Buenos Aires, 5 de março de 1964) é um astrofísico argentino. Doutorado em astrofísica. É professor Adjunto regular da (Universidade de Buenos Aires) e investigador independente (CONICET) do Instituto de Astronomía y Física del Espacio.

## Publicações selecionadas
- The Three-Point Correlation Function of the Cosmic Microwave Background in Inflationary Models, A. Gangui, F. Lucchin, S. Matarrese e S. Mollerach, Astrophys. Journal 430, 447-457 (1994).
- Doppler Peaks in the Angular Power Spectrum of the Cosmic Microwave Background: A Fingerprint of Topological Defects, R.Durrer, A. Gangui e M. Sakellariadou, Phys. Rev. Lett 76, 579-582 (1996).
- Avoidance of Collapse by Circular Current--Carrying Cosmic String Loops, B. Carter, P. Peter e A. Gangui, Phys. Rev. D 55, 4647-4662 (1997).
- In Support of Inflation, A. Gangui, Science 291, 837-838 (2001).
- Single Field Inflation and non-Gaussianity, A. Gangui, J. Martin e M. Sakellariadou, Phys. Rev. D 66, 083502 (1-23) (2002).
- A Preposterous Universe, A. Gangui, Science 299, 1333-1334 (2003).
- La cosmología de la Divina Comedia, A. Gangui, Ciencia Hoy, Vol 15, Nro 89, 18-23, octubre-noviembre (2005).
- Einstein's unpublished opening lecture for his course on relativity theory in Argentina, 1925, A. Gangui e E.L. Ortiz, Science in Context, Vol. 21, issue 3, 435-450 (2008).
- Unpublished opening lecture for the course on the theory of relativity in Argentina, 1925, Albert Einstein, translated by A. Gangui and E. L. Ortiz, Science in Context, Vol. 21, issue 3, 451-459 (2008).
- Indagación llevada a cabo con docentes de primaria en formación sobre temas básicos de Astronomía, A. Gangui, M. Iglesias e C. Quinteros, Revista Electrónica de Enseñanza de las Ciencias, 9 (2), 467-486 (2010).
- Whither Does the Sun Rove?, A. Gangui, The Physics Teacher 49, 91-93 (2011).

## Livros
- Patrick Peter et Alejandro Gangui. Des défauts dans l’univers. Cordes cosmiques et autres trous de l’espace-temps. CNRS Editions, París, 2003.
- Alejandro Gangui, Lía Gerschenson y Celia Lombardi (comp.). Arte, ciencia y humanidades. Encuentros, desencuentros. Buenos Aires: Dunken, 2004.
- Alejandro Gangui. El Big Bang. La génesis de nuestra cosmología actual. EUDEBA, 2005.
- Alejandro Gangui y Viviana Bilotti. Querés saber qué es el Cielo? EUDEBA, 2005.
- Alejandro Gangui y Viviana Bilotti. Querés saber qué son las Estrellas? EUDEBA, 2005.
- Alejandro Gangui y Viviana Bilotti. Querés saber qué es el Universo? EUDEBA, 2006.
- Alejandro Gangui y Viviana Bilotti. Querés saber qué es el Big Bang? EUDEBA, 2006.
- Alejandro Gangui (ed.). El universo de Einstein. 1905-annus mirabilis-2005. EUDEBA, 2007.
- Sonia Betancort, Viviana Bianchi, Cristina Gabas y Alejandro Gangui (coor.). La ciencia en los cuentos: Antología de jóvenes narradores. Buenos Aires: Editorial Sudamericana, 2007.
- Alejandro Gangui. Poética astronómica. El cosmos de Dante Alighieri. FCE, 2008.
- Viviana Bianchi y Alejandro Gangui (coor.). La ciencia en los cuentos 2007: Antología de jóvenes narradores. Buenos Aires: Editorial Autores de Argentina, 2008.
- Alejandro Gangui. Cosmología. Buenos Aires : Ediciones del INET (Ministerio de Educación), 2009.
- Viviana Bianchi y Alejandro Gangui (coor.). La ciencia en los cuentos 2008: Antología de jóvenes narradores. Bahía Blanca: Master Grupo Editor, 2009.
- Alejandro Gangui, José E. Burucúa, Miguel de Asúa, Roberto Casazza, et al. Lecturas del cielo: Libros de astronomía en la Biblioteca Nacional. Catálogo de la muestra biblio-hemerográfica. Publicaciones de la Biblioteca Nacional de la República Argentina, 2009.
- Néstor Camino, María H. Steffani, Alejandro Gangui, Andrea Sánchez, Fatima Oliveira Saraiva, Lisbeth Cordani. Enseñanza de la Astronomía. Observación conjunta del Equinoccio de marzo. Cadernos SBPC 31: Sociedad Brasilera para el Progreso de la Ciencia, Sao Paulo: Off Paper Grafica e Editora, 2009.
- Viviana Bianchi y Alejandro Gangui (coor.). La ciencia en los cuentos 2009: Antología de jóvenes narradores. Buenos Aires: Editorial Autores de Argentina, 2010.

## Conferências
- CMB skewness from mildly non-linear growth of perturbations. Workshop: observationally oriented cosmology, 14 International Conference on General Relativity and Gravitation - GR14, Florence, Italy, 1995.
- Textures and CMB non-Gaussian signatures. In the United Kingdom National Cosmology Meeting, Department of Applied Mathematics and Theoretical Physics, University of Cambridge, 1996.
- Topics on the Cosmic Microwave Background Anisotropies. Département d'Astrophysique Relativiste et de Cosmologie, Observatoire de París-Meudon, 1996.
- Those Circular Current-Carrying Cosmic String Loops Leading to Vortons. Eighth Marcel Grossmann Meeting on General Relativity, The Hebrew University, Jerusalem, Israel, 1997.
- Dynamics of Superconducting String Loops with Electromagnetic Self Interactions. International Workshop COSMO-97 on Particle Physics and the Early Universe, Ambleside, Lake District, England, 1997.
- Fluctuations Cosmologiques. In the "Journée Défauts Topologiques", Laboratoire de Physique Nucléaire et Hautes Energies, Université París VII - Denis Diderot, París, 1998.
- Computation of the CMB Bispectrum from Cosmic Strings. IVth Rencontres du Vietnam "Physics at Extreme Energies", Hanoi, Vietnam 2000.
- Support for Inflation from the pre-Planck Era. XXXVIIth Rencontres de Moriond "The Cosmological Model", Les Arcs, France, 2002.
- Cosmology from Topological Defects. Xth Brazilian School of Cosmology and Gravitation, Rio de Janeiro, Brazil, 2002.
- Introduction to the cosmic microwave background. Workshop CMB Cosmic Microwave Background Radiation and Observational Cosmology, Tenth Marcel Grossmann Meeting on gravitation and relativistic field theories, Rio de Janeiro, 2003.
- Palimpsesto cósmico: la radiación cósmica de fondo. En "Viernes de Ciencia", Planetario de la Ciudad de Buenos Aires Galileo Galilei, 2003.
- Progresos recientes en cosmología observacional. En la 47a Reunión Anual de la Asociación Argentina de Astronomía, CASLEO, San Juan, Argentina, 2004; y en la Escuela de Física, Universidad de Costa Rica, 2004.
- La física en (contra de) la ciencia ficción, Semana de la Física 2004, Departamento de Física Juan José Giambiagi, 2004.
- Albert Einstein, colaborador de La Vida Literaria. III Jornadas de Historia de la Ciencia Argentina, UNTreF, Buenos Aires, 2005.
- Non-standard non-gaussianity. Workshop on Non-Gaussianity in Cosmology, ICTP, Trieste, Italy, 2006.
- La física de la energía oscura y el Big Bang. 91 Reunión Nacional de la Asociación Física Argentina. Merlo, San Luis, 2006.
- Fondo cósmico de microondas: el contexto histórico y la resistencia a adoptar un universo en evolución. XVII Jornadas de Epistemología e Historia de la Ciencia. La Falda, Córdoba, Argentina, 2006.
- Parámetros cosmológicos y estados iniciales de no-vacío para las perturbaciones inflacionarias. 50 Reunión Anual de la Asociación Argentina de Astronomía, Malargüe, Mendoza, 2007.
- Primeros ecos de la relatividad en la astronomía argentina. Workshop sobre Historia de la Astronomía Argentina, La Plata, 2008.
- Kosmos. Pecha Kucha Night, Vol.10, Ciudad Cultural Konex, Buenos Aires, Argentina, 2008.
- No "explosion" in Big Bang cosmology. IAU - Symposium 260 "The Role of Astronomy in Society and Culture", UNESCO, París, 2009.
- El cosmos de Dante Alighieri. Instituto Balseiro, San Carlos de Bariloche, 2009.
- Sombras nada más: astronomía para los días de Sol. 35a Feria del Libro de Buenos Aires, 2009.
- La Astronomía del Barolo. III Congreso Iberoamericano de Filosofía de la Ciencia y de la Tecnología, UNTreF, Buenos Aires, 2010.
- La concepción Tomárâho de lo celeste. Oxford IX Regional Meeting, Lima, Perú, 2011.